# Джоет Гонсалес
Джоет Гонсалес (англ. Joet Gonzalez; 12 жовтня 1993) — американський професійний боксер.

## Професіональна кар'єра
Дебютував на профірингу 2012 року.
26 жовтня 2019 року, не маючи поразок, вийщов на бій за вакантний титул чемпіона світу за версією WBO в напівлегкій вазі проти Шакура Стівенсона і поступився одностайним рішенням суддів.
15 жовтня 2021 року вийщов на бій проти чемпіона WBO в напівлегкій вазі Емануеля Наваррете (Мексика) і зазнав другої поразки одностайним рішенням суддів.
23 липня 2022 року зазнав третьої поразки, поступившись Ісааку Догбо (Гана) розділеним рішенням.
15 вересня 2023 вийщов на бій проти чемпіона IBF в напівлегкій вазі Луїса Альберто Лопеса (Мексика) і програв одностайним рішенням суддів.
8 березня 2025 року здобув перемогу над Арнольдом Хегай (Україна) і знов став претендентом на титул чемпіона WBO в напівлегкій вазі.
19 липня 2025 року зазнав поразки одностайним рішенням від співвітчизника Брендона Фігероа.